# Селенід цинку
Селенід цинку (ZnSe) — бінарне з'єднання цинку і селену, прямозонний напівпровідник з шириною забороненої зони 2.82 еВ за абсолютного нуля і 2.68 еВ — за кімнатної температури. За кімнатної температури — лимонно-жовтий порошок зі структурою вюртциту чи цинкової обманки. Стехіометричному складу селеніду цинку відповідає мінерал штилеїт.

## Отримання
Монокристали селеніду цинку вирощують напрямленою кристалізацією розплаву під тиском або хімічним парофазовим осадженням.
У літературі описано також електрохімічний спосіб отримання ZnSe: електроліт — сульфатна або хлоридна кислота, катод виготовлено зі сплаву селену і платини, анод — цинкова бляха.

## Застосування
- Використовується в інфрачервоній оптиці[3], зокрема в високопотужних CO2-лазерах.
- Наприкінці 2012 року було заявлено про розробку оптоволокна з осердям з ZnSe[4].
- Можливий матеріал для синьо-блакитних світлодіодів[5].
- Детектори рентгенівського випромінювання[6].